# Neoconfederati

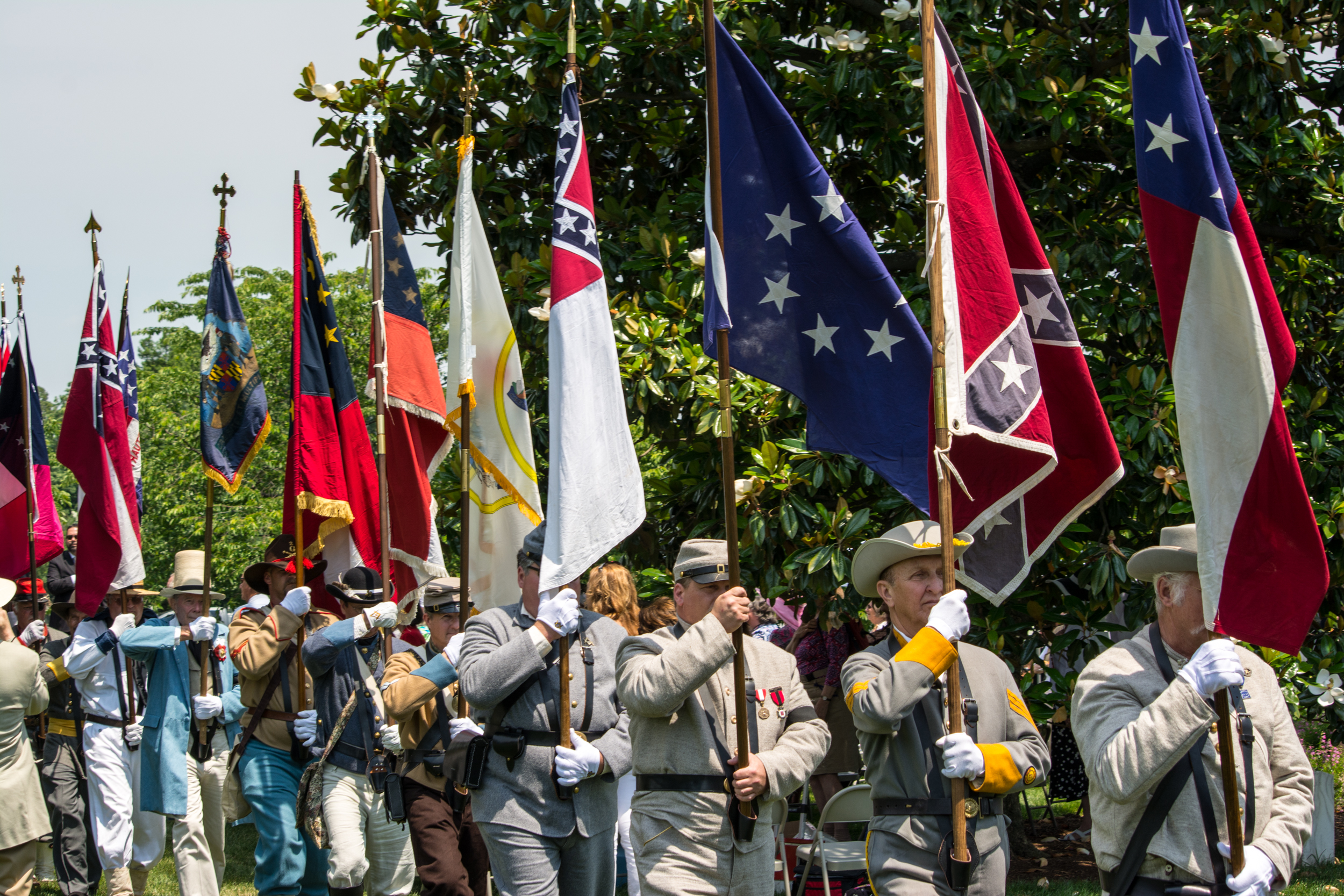
Membri dei Sons of Confederate Veterans all'Arlington National Cemetery nel 2014

I neoconfederati (in lingua inglese Neo-Confederates) sono un insieme di gruppi e singoli individui negli Stati Uniti d'America che ritraggono gli Stati Confederati d'America e le sue azioni durante la guerra di secessione americana sotto una luce positiva. La posizione politica di queste idee è generalmente considerata di estrema destra, come sottoinsieme specifico del nazionalismo bianco americano, predominante negli Stati Uniti meridionali.
La narrazione pseudostorica promossa dai neoconfederati è conosciuta come Lost Cause, che sostiene che la causa degli Stati Confederati durante la guerra civile americana era giusta, eroica e non incentrata sulla schiavitù. Con queste premesse storiche errate, le organizzazioni neoconfederate continuano a difendere la secessione degli ex Stati Confederati.
Lo spettro neoconfederato è diviso in due macroclassi principali: 
- I neoconfederati che presentano idee esplicitamente razziste in opposizione all'integrazione razziale[1][2];
- I neoconfederati che presentano idee negazioniste, in particolare sul tema della schiavitù e sulle condizioni degli afroamericani, soprannominati, solitamente in senso spregiativo, rainbow confederates ("confederati arcobaleno")[3].

Dal 1994 la più grande organizzazione neoconfederata è League of the South (LoS), la quale, insieme ad altre organizzazioni, continua a rivendicare la secessione degli Stati Uniti meridionali. Nel 2020, stando al Southern Poverty Law Center (SPLC), esistevano circa 31 gruppi neoconfederati e nel 2014 la LoS ha costituito la sua unità paramilitare, chiamata "Indomitables", incaricata di promuovere una seconda guerra di secessione del Sud. La singola unità fondata nel 2014 si è evoluta nella Southern Defense Force (SDF) che è attiva dal 2017.
A seguito delle proteste del 2021 per la rimozione dei monumenti confederati, i gruppi neoconfederati hanno iniziato a coalizzarsi fra di loro, tuttavia i loro sforzi per preservare i monumenti si sono rivelati vani.  Ci sono state segnalazioni di partecipanti neoconfederati durante le proteste che contestavano i risultati delle elezioni presidenziali del 2020 a favore di Donald Trump. È stato accertato che Matthew Heimbach, un esponente neoconfederato della LoS, si è reso protagonista dell'assalto al Campidoglio del 6 gennaio 2021.

## Etimologia

### Storia del termine
Lo storico James M. McPherson ha usato il termine "comitati storici neo-confederati" nella sua descrizione degli sforzi che furono intrapresi dal 1890 al 1930 per far sì che i libri di testo di storia presentassero una versione della guerra civile americana in cui la secessione non era ribellione, la Confederazione non combatteva per la schiavitù, e il soldato confederato è stato sconfitto da un numero schiacciante di soldati nemici e risorse. La storica Nancy MacLean ha usato il termine "neo-Confederazione" in riferimento a gruppi, come la Mississippi State Sovereignty Commission, che si è formata negli anni '50 per opporsi alle sentenze della Corte Suprema degli Stati Uniti che chiedevano l'integrazione razziale, in particolare Brown contro Board of Education (1954). L'ex editore e co-proprietario del Southern Partisan Richard Quinn usò il termine quando si riferì a Richard T. Hines, ex collaboratore del Southern Partisan e membro dello staff dell'amministrazione di Ronald Reagan, come "tra i primi neo-confederati a resistere agli sforzi degli infedeli per abbattere la bandiera confederata". È forse il primo uso del termine "neo-confederato" in Southern Partisan.
Un primo uso del termine risale al 1954. In una recensione di un libro, Leonard Levy (in seguito vincitore del Premio Pulitzer per la storia nel 1968) scrisse: "Una simile cecità alla questione morale della schiavitù, più un risentimento contro l'ascesa del negro e l'industrialismo moderno hanno portato all'interpretazione neo-confederata di Phillips, Ramsdell e Owsley".
Lo storico Gary W. Gallagher ha dichiarato in un'intervista che i neo-confederati non vogliono ascoltarlo quando parla "di quanto sia importante mantenere il controllo razziale, la supremazia bianca, per il sud bianco". Egli avverte, tuttavia, che il termine neo-confederato può essere abusato, scrivendo: "Qualsiasi storico che sostiene che il popolo confederato ha dimostrato una solida devozione alla loro repubblica basata sugli schiavi, possedeva sentimenti di comunità nazionale e si è sacrificato più di qualsiasi altro un altro segmento della società bianca nella storia degli Stati Uniti corre il rischio di essere etichettato come neo-confederato".

## Contesto

### Origini e dottrine della storia della guerra civile "Cause perdute"
La "causa perduta" è il nome comunemente dato a un movimento letterario e intellettuale che ha cercato di riconciliare la società tradizionale degli Stati Uniti meridionali con la sconfitta degli Stati Confederati d'America nella guerra di secessione americana del 1861-1865. Coloro che contribuirono al movimento tendevano a ritrarre la causa della Confederazione come nobile e la maggior parte dei leader della Confederazione come esempi di cavalleria antiquata, sconfitta dagli eserciti dell'Unione non attraverso abilità militari superiori, ma con una forza schiacciante. Credono che la storia della guerra civile comunemente descritta sia una "storia falsa". Tendevano anche a condannare la ricostruzione e dando il voto agli afroamericani.
Sul suo sito web principale, Sons of Confederate Veterans (SCV) parla di "garantire che sia preservata una vera storia del periodo 1861-1865", sostenendo che "la conservazione della libertà è stato il fattore motivante nel decisione di combattere la seconda rivoluzione americana".
James M. McPherson ha scritto sulle origini delle United Daughters of the Confederacy (UDC), affermando: "Uno dei motivi principali della fondazione dell'UDC era quello di contrastare questa 'falsa storia' che insegnava ai bambini del sud 'che i loro padri non erano solo ribelli ma colpevole di quasi tutti i crimini enumerati nel Decalogo. "Gran parte di ciò che l'UDC chiamava" falsa storia "era incentrato sul rapporto tra schiavitù, secessione e guerra. Il cappellano degli United Confederate Veterans (UCV), precursore dei Figli dei veterani confederati, scrisse nel 1898 che i libri di storia così come scritti potevano portare i bambini del Sud a "pensare che abbiamo combattuto per la schiavitù" e avrebbero "fissato al Sud lo stigma della schiavitù e che abbiamo combattuto per essa...Il soldato del Sud passerà alla storia disonorato". Facendo riferimento a un appello del 1932 dei Figli dei Veterani Confederati per ripristinare "la purezza della nostra storia", McPherson osserva che "la ricerca della purezza rimane vitale oggi, come può testimoniare qualsiasi storico che lavora nel campo".
Negli anni '10, Mildred Rutherford, lo storico generale dell'UDC, guidò l'attacco ai libri di scuola che non presentavano la versione della storia della causa perduta. Rutherford ha assemblato una "massiccia raccolta" che includeva "concorsi di saggi sulla gloria del Ku Klux Klan e tributi personali a schiavi fedeli". Lo storico David Blight ha concluso: "Tutti i membri ei leader dell'UDC non erano virulentemente razzisti come Rutherford, ma tutti, in nome di una nazione riconciliata, hanno partecipato a un'impresa che ha profondamente influenzato la visione suprematista bianca della memoria della guerra civile".

Lo storico Alan T. Nolan si riferisce alla Causa Perduta come "una razionalizzazione, un insabbiamento". Dopo aver descritto la devastazione che fu la conseguenza della guerra per il Sud, Nolan afferma:
I leader di una simile catastrofe devono rendere conto da soli. La giustificazione è necessaria. Coloro che hanno seguito i loro leader nella catastrofe hanno richiesto una razionalizzazione simile. Clement A. Evans, un veterano della Georgia che un tempo comandava l'organizzazione United Confederate Veterans, ha detto questo: "Se non possiamo giustificare il Sud nell'atto della Secessione, passeremo alla Storia esclusivamente come un popolo coraggioso, impulsivo ma avventato. che ha tentato in modo illegale di rovesciare l'Unione del nostro Paese".

Nolan afferma inoltre la sua opinione sulle basi razziali della mitologia della causa perduta:
La versione della causa perduta della guerra è una caricatura, possibile, tra le altre ragioni, a causa del falso trattamento della schiavitù e dei neri. Questo falso trattamento colpì il nocciolo della verità della guerra, scardinando causa ed effetto, privando gli Stati Uniti di qualsiasi scopo elevato e rimuovendo gli afroamericani dal loro vero ruolo di problema della guerra e partecipanti alla guerra, e caratterizzando come storicamente irrilevanti.

Lo storico David Goldfield osserva:
Se la storia ha definito il Sud, ha anche intrappolato i bianchi del sud nel difendere a volte l'indifendibile, aggrappandosi a visioni generalmente screditate nel resto del mondo civilizzato e aggrappandosi a ciò che è più fiero per questo. L'estrema sensibilità di alcuni meridionali verso le critiche del loro passato (o presente) riflette non solo il loro profondo attaccamento alla loro percezione della storia, ma anche ai loro dubbi, una sensazione che forse si sono sporcati da qualche parte e forse i critici hanno qualcosa.

Alla domanda sul presunto "revisionismo neo-confederato" e sulle persone dietro di esso, il professore della Arizona State University e storico della guerra civile Brooks D. Simpson ha detto:
Questo è un tentativo attivo di rimodellare la memoria storica, uno sforzo dei meridionali bianchi per trovare giustificazioni storiche per le azioni odierne. Gli ideologi del movimento neo-confederato hanno capito che se controllano il modo in cui le persone ricordano il passato, controlleranno il modo in cui le persone si avvicinano al presente e al futuro. In definitiva, questa è una guerra molto consapevole per la memoria e il patrimonio. È una ricerca di legittimità, l'eterna ricerca di giustificazione.

## Gruppi neo-confederati
- ACTBAC NC
- Confederate 901
- Dixie Republic
- Heirs to the Confederacy
- Identity Dixie
- League of the South (il gruppo più numeroso e diffuso)
- Southern Cultural Center